# 李茹春
李茹春，號釜源，江西临川县人，明朝政治人物。同进士出身。

## 生平
天啓七年（1627年）丁卯科江西鄉試第六名舉人，崇祯十年（1637年）丁丑科进士。崇禎十一年（1638年）四月任直隸华亭县知县。十五年任應天府鄉試同考官，丁憂歸。